# مطار آسيات
مطار آسيات (بالجرينلاندية: Mittarfik Aasiaat)(إياتا: JEG، إيكاو: BGAA) هو مطار يقع على بعد 1.9 كم (1.2 ميل) شمال شرق مدينة آسيات غرب جرينلاند.

## معرض صور

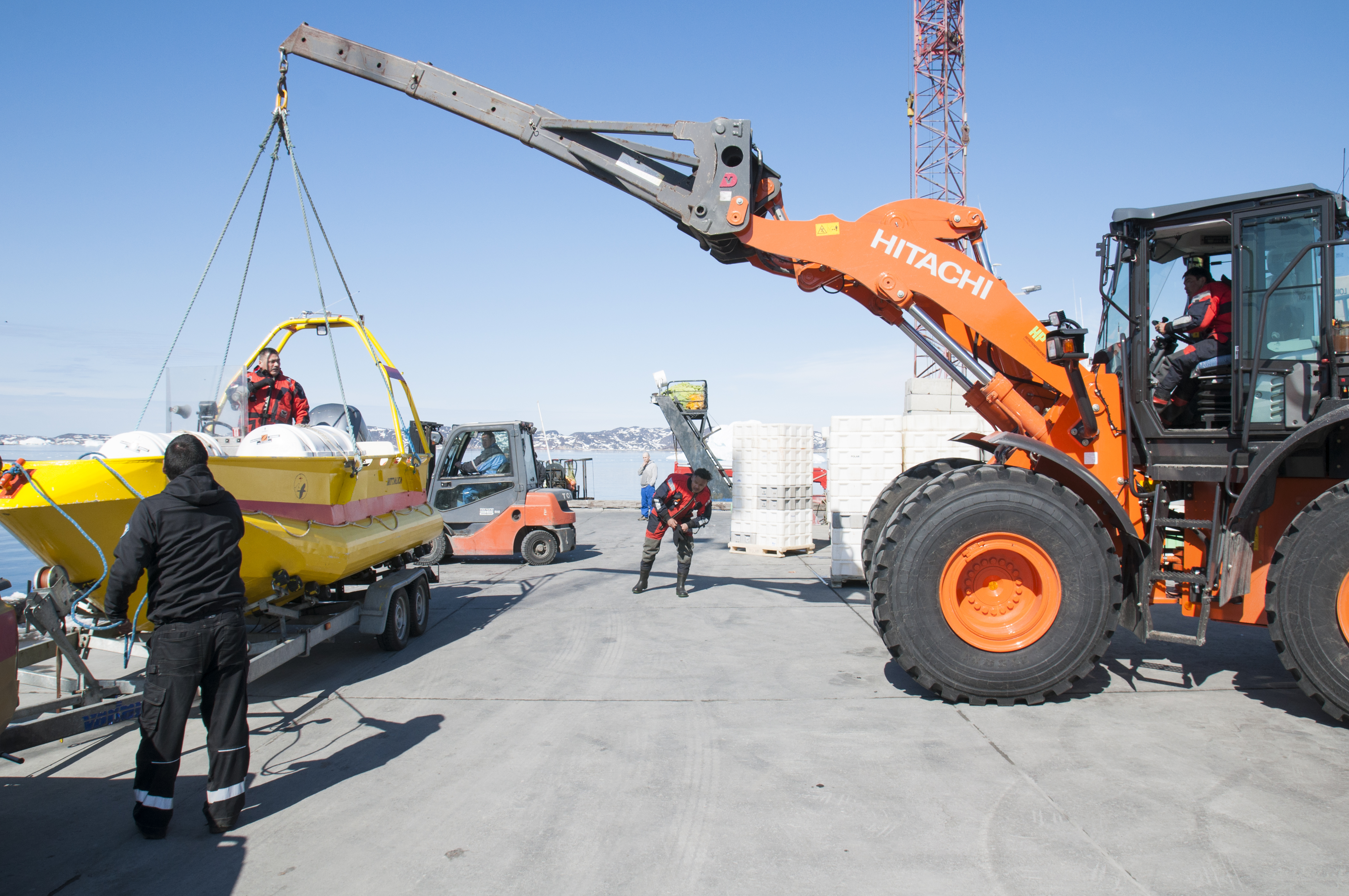
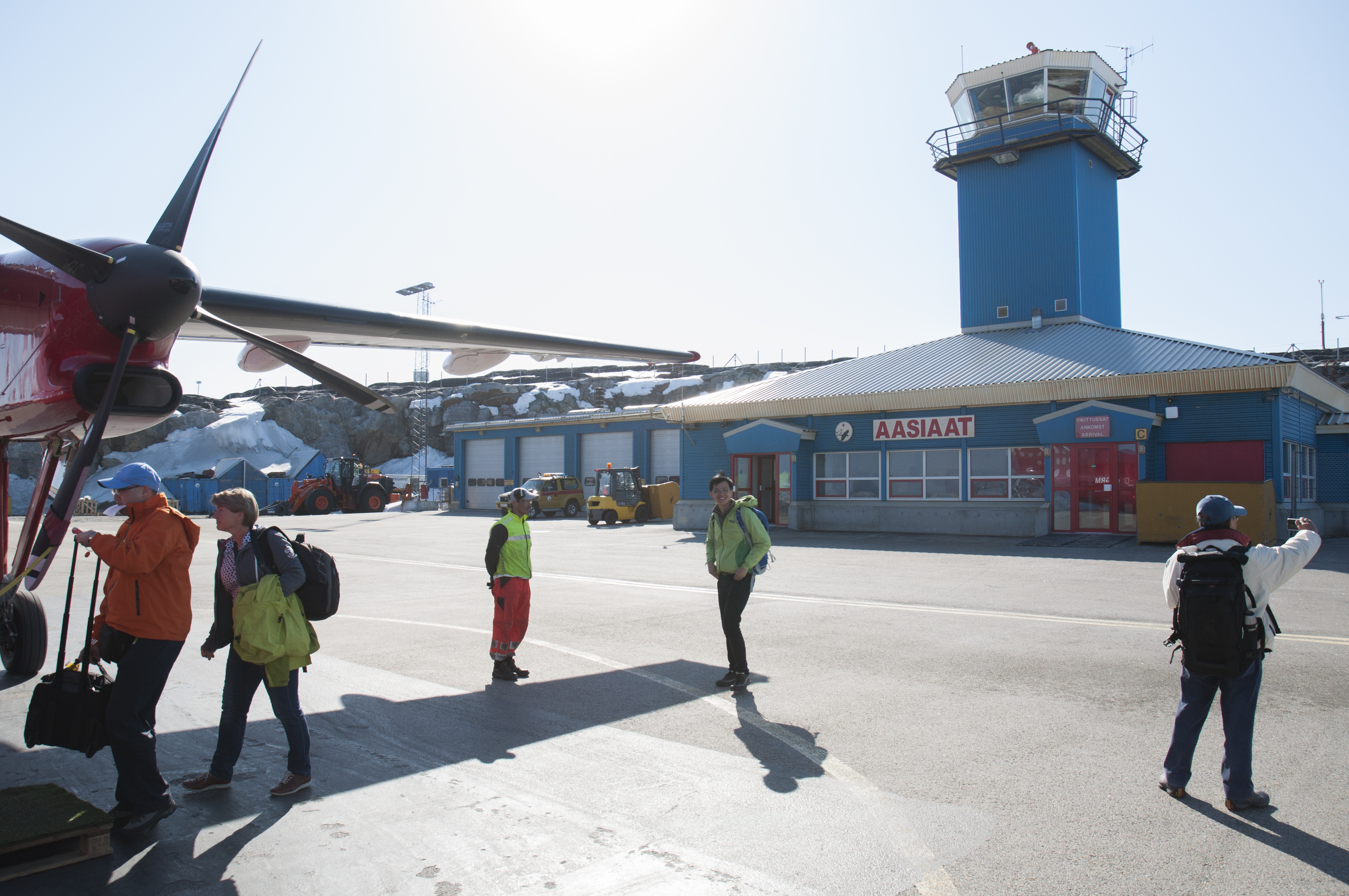
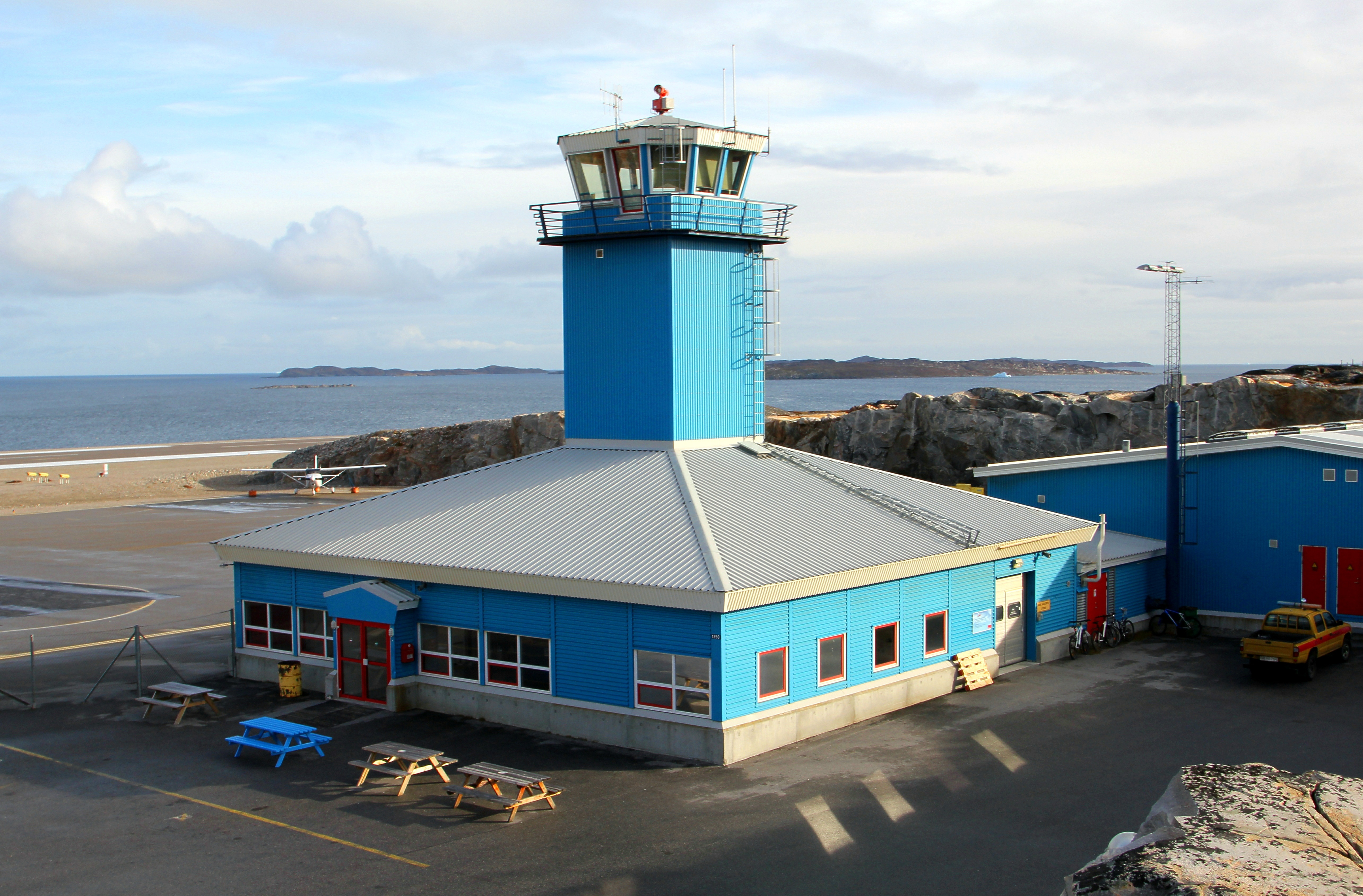
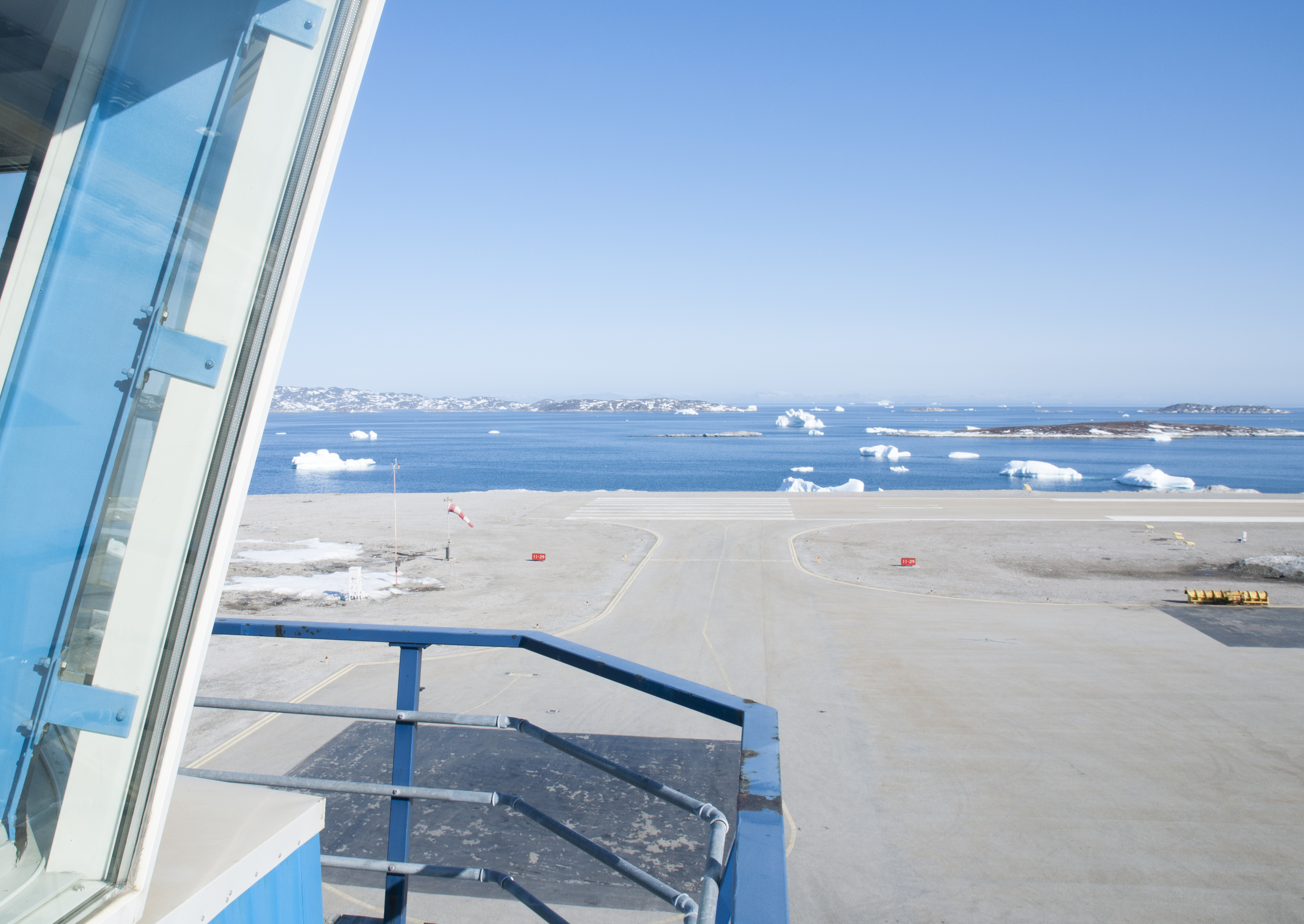

## شركات الطيران والوجهات
| شركـات طيـران  | الوجهات |
| -------------- | --- |
| طيران جرينلاند | مطار إيلوليسات، مطار كانجرلوسواك، مطار نوك، مطار سيسيميوت موسمي: Akunnaaq، Attu، Kangaatsiaq، مهبط كيتسيسوارسويت، Niaqornaarsuk، Qasigiannguit، Qeqertarsuaq |